# Villepreux
Villepreux è un comune francese di 11 150 abitanti situato nel dipartimento degli Yvelines nella regione dell'Île-de-France. Il territorio comunale è bagnato dal torrente Ru de Gally.

## Storia

### Simboli
Lo stemma comunale è stato adottato nel 1949 e riunisce i blasoni di Guillaume de La Ferté-Arnaud signore di Villepreux (XIII sec.) e della famiglia Gondi (XVII sec.).

## Società

### Evoluzione demografica
Abitanti censiti